# 1982-es U16-os labdarúgó-Európa-bajnokság
Az 1982-es U16-os labdarúgó-Európa-bajnokság volt az első ilyen jellegű versenysorozat a 16 éven aluli labdarúgók számára. A zárókört Olaszországban rendezték 4 csapat részvételével 1982. május 5. és május 7. között.

## Selejtezők
A selejtezőket két szakaszban rendezték meg:

## Negyeddöntők
| 1. csapat     | Össz.       | 2. csapat   | 1. mérk. | 2. mérk. |
| ------------- | ----------- | ----------- | -------- | -------- |
| Finnország    | 3-2         | Skócia      | 1-2      | 2-0      |
| NDK           | 3-4         | NSZK        | 1-1      | 2-3      |
| Franciaország | 2-5         | Olaszország | 2-2      | 0-3      |
| Szovjetunió   | 2-2 (0-1 b) | Jugoszlávia | 2-0      | 0-2      |

- b: Büntetőrúgásokkal dőlt el a továbbjutás sorsa.

## Zárószakasz

### Elődöntők
| 1982. május 5. |

| Finnország | 1–1 (hu) (2–4 bu) | Olaszország |
| ---------- | ----------------- | ----------- |
|            |                   |             |

|  |

| 1982. május 5. |

| NSZK | 2–1 | Jugoszlávia |
| ---- | --- | ----------- |
|      |     |             |

|  |

### 3. helyért
| 1982. május 7. |

| Finnország | 0–0 (hu) (2–4 bu) | Jugoszlávia |
| ---------- | ----------------- | ----------- |
|            |                   |             |

|  |

### Döntő
| 1982. május 7. |

| Olaszország | 1–0 | NSZK |
| ----------- | --- | ---- |
|             |     |      |

|  |

| Az 1982-es U16-os labdarúgó-Európa-bajnokság győztese |
| ----------------------------------------------------- |
| OLASZORSZÁG 1. cím                                    |

## Külső hivatkozások
- uefa.com